# Peter Buck
Peter Lawrence Buck (Berkeley, Califòrnia, Estats Units, 6 de desembre de 1956) és el cofundador i guitarrista principal del grup R.E.M., una de les bandes pioneres del denominat rock alternatiu.
Provinent d'Athens, Geòrgia, una de les bandes més populars de les dècades dels anys 1980 i els 90.